# Iringa (région)
Pour la capitale, voir Iringa.
La région d'Iringa est une région du sud la Tanzanie. Elle comprend principalement des zones de hautes terres autour de la ville d'Iringa, sa capitale.

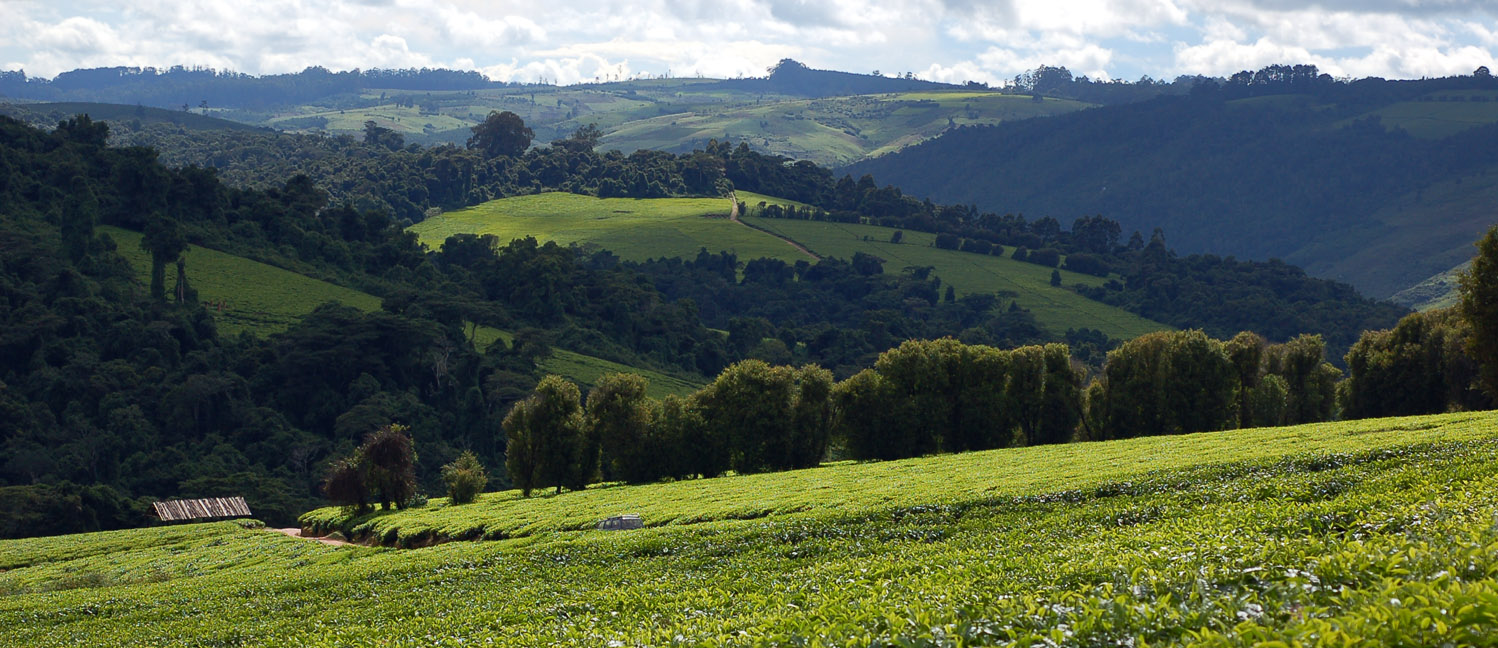
Vue sur les champs de thé au Maganga Tea Estates à Mufindi, Tanzanie

La région d’Iringa (Mkoa wa Iringa en swahili) est l’une des 31 régions administratives de la Tanzanie. La région couvre une superficie de 35 503 km2. La région d’Iringa est bordée à l’est par la région de Morogoro et au sud par la région de Njombe ; à l’ouest, par la région de Mbeya ; au nord par les régions de Dodoma et de Singida. Selon le recensement de 2022, la région compte une population totale de 1 192 728 habitants. La région d’Iringa abrite le parc national de Ruaha, le deuxième plus grand parc national de Tanzanie. 